# Анатолійський буровугільний басейн
Анатолійський буровугільний басейн — один з найбільших буровугільних басейнів світу.
Розташований в Туреччині. Загальні запаси вугілля 3,8 млрд т, значна частина — придатні для видобутку відкритим способом. У межах басейну відомо близько 40 родовищ. Вугленосними є олігоцен-міоценові відклади потужністю 500—2000 м. Пласти товщиною від 0,6-2,5 до 80 м. Зольність 15-35 %.